# Una promessa è una promessa
Una promessa è una promessa (Jingle All the Way) è un film del 1996 diretto da Brian Levant, con protagonista Arnold Schwarzenegger.

## Trama
Howard Langston è spesso preso dal suo lavoro, e questo non gli permette di trovare il tempo per sua moglie, Liz e il suo giovane figlio, Jamie, a questo si aggiungono le continue frecciatine del vicino di casa, un superpapà divorziato, Ted Maltin. Dopo esser venuto nuovamente meno ad una promessa fatta al figlio, mancando all'incontro di karate di Jamie, Howard cerca di riscattarsi impegnandosi nella ricerca del tanto desiderato regalo di Natale del figlio, un Turbo-Man, che però si è dimenticato di comprare e che ora sembra divenuto introvabile. Inoltre dovrà vedersela anche con Myron Larabee, un postino disposto anch'egli a tutto pur di comprare il giocattolo per il proprio figlio.

## Produzione
Il film è stato prodotto dalla Twentieth Century Fox Film Corporation, con il supporto della 1492 Pictures. La composizione digitale è a opera della The Computer Film Company (CFC), degli effetti visivi digitali si è occupata la MetroLight Studios e la Pacific Ocean Post Digital Film Group, mentre gli effetti speciali sono a opera di Pixel Envy e Video Image. La For Stars Catering si è occupata del catering, la TVT Records della colonna sonora, e Pacific Title insieme a Nina Saxon Film Design ha fornito il titolo per la pellicola. Questa è la seconda volta che Arnold Schwarzenegger e James Belushi hanno recitato insieme; la prima volta risale a Danko (1988). Le scene sono state girate dal 15 aprile al 20 luglio 1996 quasi completamente nello Stato del Minnesota, più precisamente a Edina, al Mall of America (Bloomington), Falcon Heights, Minneapolis, ma anche nello Stato della California, come all'Universal City, e a Pasadena. Il budget per la realizzazione della pellicola ammonta a circa $60.000.000.

### Colonna Sonora
La TVT Records ha pubblicato la colonna sonora del film su CD audio il 26 novembre 1996. Contiene solo due tracce originali del compositore David Newman, ma presenta molte canzoni di altri artisti, oltre a diversi brani natalizi. La Intrada Music Group ha pubblicato il 3 novembre 2008 una edizione speciale con 23 tracce composte da Newman.
1. Jingle Bells – 2:18 (James Pierpont) – The Brian Setzer Orchestra
2. So They Say It's Christmas – 4:05 (Brian Setzer) – Lou Rawls, The Brian Setzer Orchestra
3. Sleigh Ride – 2:36 (Leroy Anderson, Mitchell Parish) – Darlene Love, The Brian Setzer Orchestra
4. Run Rudolph Run – 2:44 (Marvin Brodie, Johnny Marks) – Chuck Berry
5. It's the Most Wonderful Time of the Year – 2:47 (Edward Pola, George Wyle) – Johnny Mathis
6. Merry Christmas Baby – 4:47 (Lou Baxter, Johnny Moore) – Charles Brown
7. Back Door Santa – 2:09 (Clarence Carter, Marcus Daniel) – Clarence Carter
8. The Christmas Song – 3:10 (Mel Tormé, Robert Wells) – Nat King Cole
9. Jingle Bell Rock – 2:12 (Joe Beal, Joseph Carleton Beal, Jim Boothe, James Ross Boothe) – Bobby Helms
10. Father and Son – 3:00 (Calvin Massey, David Newman, Cat Stevens) – David Newman
11. Finale – 4:02 (Geoffrey Burgon, Alfred Newman, Stephen Schwartz) – David Newman
12. Deep in the Heart of Xmas – 2:52 (Sammy Hagar, Jesse Harms) – The Brian Setzer Orchestra e Darlene Love

## Distribuzione
Il film è stato distribuito come première negli Stati Uniti d'America il 16 novembre 1996 e in versione estesa il 22 novembre dalla Twentieth Century Fox Film Corporation; in Australia il 21 novembre; in Nuova Zelanda il 28 novembre; in Spagna (con il nome Un padre en apuros, dalla Alta Films), Malta, e Filippine il 4 dicembre; in Germania il 5 dicembre (Versprochen ist versprochen, dalla 20th Century Fox of Germany); in Austria (Versprochen ist versprochen), Brasile (Um Herói de Brinquedo), Colombia, Danimarca (Mission: Julegave), Finlandia (Isäni on turbomies), Regno Unito, Grecia (Ένας μπαμπάς, μα τι μπαμπάς!), Irlanda, Israele, Messico (El regalo prometido), Norvegia, Svezia (Klappjakten, dalla Fox Film e dalla Svensk Filmindustri), e Uruguay il 6 dicembre; in Indonesia il 10 dicembre; in Belgio e Francia (La course au jouet, dalla UGC-Fox Distribution) l'11 dicembre; in Argentina (El regalo prometido, dalla 20th Century Fox de Argentina), Repubblica Ceca (Rolnicky, kam se podívás), Hong Kong, Ungheria (Hull a pelyhes), Malaysia, Paesi Bassi (dalla Columbia TriStar Films), Porto Rico, Singapore, Slovenia (Nori bozic), e Slovacchia (Vsade samé zvonceky) il 12 dicembre; in Svizzera, Islanda, Italia, Lituania (Kaledu karstine), Lettonia, Panama, Polonia (Swiateczna goraczka), Thailandia, e Sudafrica il 13 dicembre; in Giappone, Corea del Sud, e Taiwan il 14 dicembre; in Giamaica e Venezuela il 18 dicembre; in Bulgaria (Коледата невъзможна), Bolivia, Cile, e Iugoslavia il 19 dicembre; in Estonia, Libano, Perù (El regalo prometido), e Portogallo (O Tesouro de Natal) il 20 dicembre; in Croazia il 26 dicembre come Luda božićna zvona; in Romania il 27 dicembre; in Turchia il 17 gennaio 1997 come Babam söz verdi; in India nel maggio come Khilone Ki Chaahat Banu Papa Ki Aafat.

### Divieto
Il film, a seconda del paese di proiezione, ha avuto una censura più o meno "severa": è stato vietato ai minori di 6 anni in Germania e in Portogallo; minori di 7 in Svezia; in Brasile il film è stato visibile a tutti, come in Argentina, nei Paesi Bassi, nelle Filippine, e in Corea del Sud. La pellicola è stata invece valutata PG in Australia, Nuova Scozia, Ontario, Singapore, Regno Unito, e Stati Uniti (dalla Motion Picture Association of America con il certificato n. 34908); questo vale a dire che la visione è consentita anche ai bambini, purché siano accompagnati dai genitori.

## Accoglienza

### Incassi
Nel primo week-end di apertura statunitense il film incassa $ 12.112.267. In tutto in patria il film guadagna $ 60.573.641, mentre nel resto del mondo $ 69.240.000, di cui £ 3.920.290 nel Regno Unito, ITL 293.003.000 in Italia, ¥ 360.273.700 in Giappone, ed ESP 461.565.509 in Spagna. L'incasso globale ammonta quindi a $ 129.832.389.

### Critica
Il film non viene accolto in modo eccessivamente positivo dalla critica, ma neanche negativamente: su IMDb ottiene un punteggio di 5.3/10; su MYmovies 2/5; su Comingsoon 3.4/5.
Fabio Bo de Il Messaggero, 15 dicembre 1996:
"Il film natalizio prodotto e diretto da due vecchie volpi (Chris Columbus e Brian Levant) è un prodotto intelligentemente stupido, con indolori accenni anti-consumisti e morale virtuosa."

## Riconoscimenti
- Blockbuster Entertainment Awards 1997
  - Miglior attore non protagonista in un film per la famiglia per Sinbad
- Razzie Awards 1997
  - Nomination Peggior regista per Brian Levant
- The Stinkers Bad Movie Awards 1996
  - Nomination Peggior attrice non protagonista per Rita Wilson
  - Nomination Peggiore attore protagonista per Arnold Schwarzenegger

## Sequel
Nel 2014 è stato distribuito il film La guerra dei papà (Jingle All the Way 2), prodotto da WWE Studios e da 20th Century Fox, ma il film in realtà non fa alcun riferimento alla prima pellicola.